# Guildhall (York)
Pour les articles homonymes, voir Guildhall.
Le Guildhall de York est un bâtiment du XVe siècle, édifice destiné à abriter des corporations ou guildes. En raison des graves dommages causés par une attaque aérienne allemande dans le cadre du Blitz, le bâtiment actuel est en grande partie une reconstruction moderne qui a ouvert ses portes en 1960. Le grand hall intérieur a survécu à l'attaque intacte, avec des panneaux et une histoire de la ville de York sur une fenêtre en verre. Le Guildhall a été le théâtre de nombreux événements de l'histoire britannique.

## Liens web
- Site Web du York Press Guildhall